# W. Wolodarski

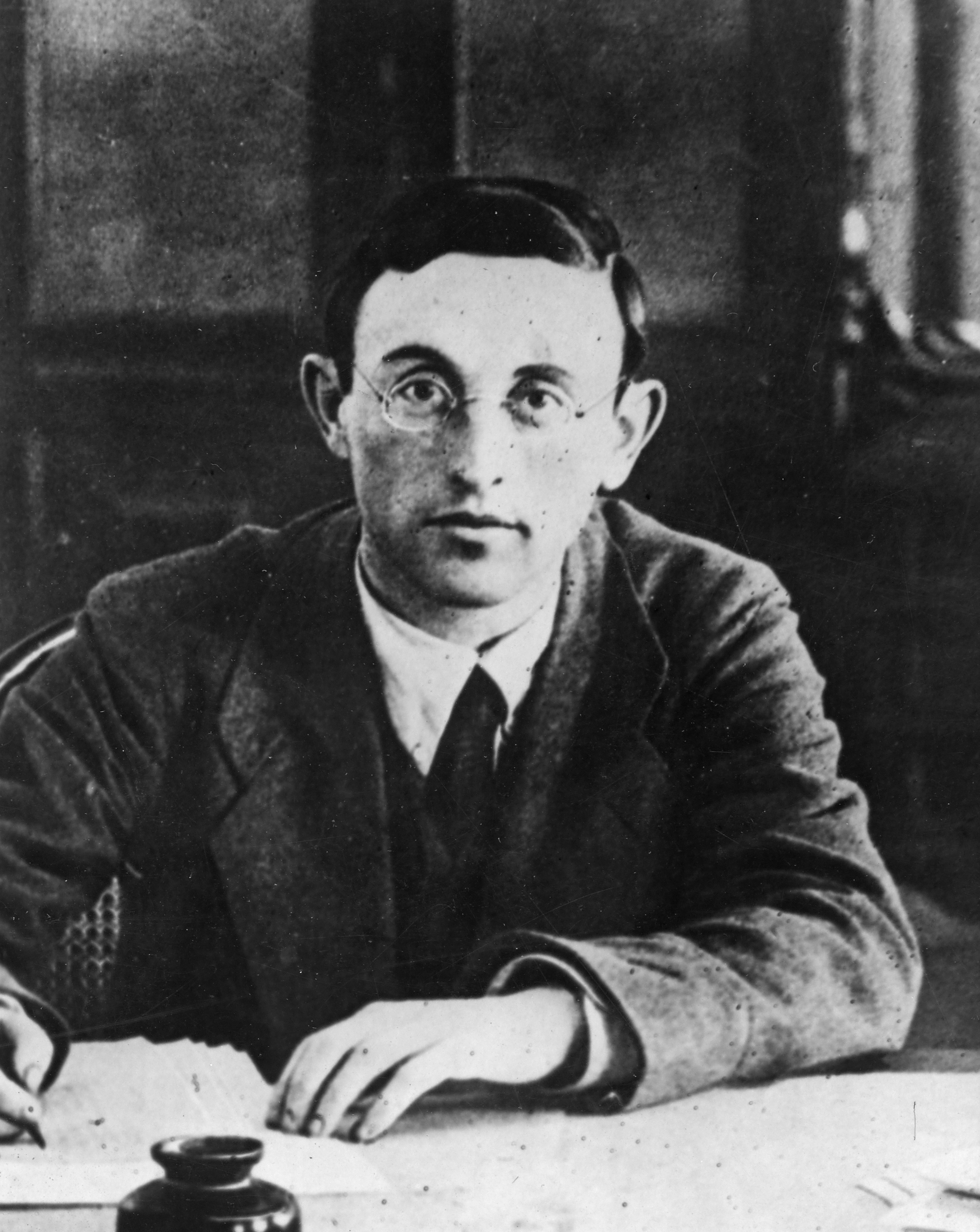
W. Wolodarski

W. Wolodarskij (russisch В. Волода́рский) war der Deckname von Mojsej Markowitsch Goldstein (russisch Моисей Маркович Гольдштейн; * 11. Dezemberjul. / 23. Dezember 1891greg. in Ostropol, Russisches Reich; † 20. Juni 1918 in Petrograd), einem russischen Revolutionär judischer Herkunft. Ähnlich wie andere russische Revolutionäre war er nicht unter seinem Geburtsnamen, sondern unter seinem Decknamen W. Wolodarskij bekannt, wobei dem "W." keine bekannte Bedeutung zugeordnet ist.

## Leben
W. Wolodarskij wurde 1891 als Mojsej Markowitsch Goldstein im ukrainischen Ostropol geboren. Sein Vater war ein verarmter Handwerker. Wolodarski besuchte das Gymnasium, musste dieses aber in der 6. Klasse wegen „politischer Unzuverlässigkeit“ verlassen. 1905 schloss sich Wolodarskij zunächst den Bundisten an, wechselte aber kurze Zeit später zur menschewistischen Fraktion der Sozialdemokratischen Arbeiterpartei Russlands. Zwischen 1908 und 1911 wurde er wegen seiner revolutionären Tätigkeit mehrfach verhaftet und schließlich nach Mesen in das Gouvernement Archangelsk verbannt. Nach seiner Freilassung 1913 wanderte er in die Vereinigten Staaten aus, in denen er sich der Sozialistischen Partei anschloss. Während des Ersten Weltkrieges vertrat er zunehmend linke Positionen und schloss sich dem internationalistischen Flügel der Menschewiki an. In den USA arbeitete er zuerst in Philadelphia als Agitator, Propagandist und Journalist und schließlich in New York City für die von Nikolai Bucharin und Alexandra Kollontai herausgegebene Zeitschrift Nowy Mir (Neue Welt). Nach der Februarrevolution kehrte Wolodarski im Mai 1917 nach Russland zurück, wo er sich der Meschrajonzy-Gruppe anschloss. Während des VI. Parteitages der SDAPR im Juli/August 1917 schloss er sich dann den Bolschewiki an und wurde zuerst in das Petrograder Komitee der Kommunistischen Partei der Sowjetunion und im September in die Petrograder Stadtduma gewählt. Nach der Oktoberrevolution wurde er ins Präsidium des Allrussischen Zentralen Exekutivkomitees gewählt. Als talentvoller Redner und Agitator wurde er außerdem zum Kommissar für das Pressewesen für Petrograd und die Nordregion sowie Redakteur der Krasnaja Gaseta ernannt.
Im Juni 1918 fiel Wolodarskij einem von dem Sozialrevolutionär Grigori Semjonow geplanten und von N. Sergejew ausgeführten Attentat zum Opfer. Wolodarskij wurde auf dem Marsfeld in Sankt Petersburg begraben. Nach ihm wurde unter anderem die Wolodarskij-Brücke in Sankt Petersburg, die Stadt Wolodarsk in der Oblast Nischni Nowgorod sowie die Siedlung städtischen Typs Wolodarske und Wolodarsk-Wolynskyj in der Ukraine benannt. Außerdem Straße und Gefängnis (im Volksmund) Untersuchungsgefängnis SISO Nr. 1 in Minsk.